# Stade Michel-Hidalgo
Le stade Michel-Hidalgo est une enceinte sportive située à Saint-Gratien. Ouvert en 1985, le stade reçoit les matchs à domicile de l'Entente Sannois Saint-Gratien.
Il est géré par le SIVOM de Sannois et Saint-Gratien et sa capacité est de 3 035 places.

## Histoire
Le stade est construit dans les années 1980 et est mis en service à partir de 1985.
En 2005, le Conseil général du Val-d'Oise envisage d'effectuer plus de 6 millions d'euros de travaux sur le stade afin de permettre au club de football de l'Entente Sannois Saint-Gratien de pouvoir accéder à la Ligue 2. Finalement, ces travaux ont lieu lors de l'année 2006, dotant le stade de nouvelles tribunes. La capacité totale est ainsi portée à 8 000 places dont 6 230 places assises.  
Peu de temps après, le record d'affluence de cette enceinte est établi à l'occasion d'un match amical de l'équipe de France des moins de 19 ans de football face à son homologue irlandais le 6 décembre 2006 avec une affluence de 7 753 spectateurs. Le Conseil général du Val d'Oise avait en grande partie offert les places aux clubs sportifs du département, ce qui explique la fréquentation élevée. 
En février 2019, l'Entente SSG établit son propre record d'affluence face au FC Nantes en 16es de finale de Coupe de France en attirant 5 247 spectateurs. 
Pour réduire les coûts d'entretien de son stade, l'Entente SSG reçoit en 2022 un permis de démolition pour détruire les six tribunes d'échafaudages des virages "Nord" et "Sud", réduisant de ce fait la capacité de l'enceinte. 
Le stade accueille une rencontre internationale le 9 mars 2023, entre l'Équipe de France féminine U16 et l'Italie U16. Les italiennes s'imposent sur le score de 2-1. 

## Tribunes
Jusqu'en 2022, le stade comportait 6 230 places assises, qui étaient réparties en quatre tribunes :
- Tribune "Est" : 1 520 places assises
- Tribune "Ouest" : 1 515 places assises
- Virage "Sud" : 1 634 places assises
- Virage "Nord" : 1 561 places assises

En 2022, les virages "Sud" et "Nord" sont démontés.